# Dömör-kapu (Visegrádi-hegység)
Dömör-kapu elnevezésű hely egyaránt található a Mecsekben és a Visegrádi-hegységben is (gyakran említik a nevét Dömörkapu formában is). A „dömör” szó oszmán török eredetű, jelentése: megerősített szoros, illetve vaskapu. Azonos etimológiája van a Visegrádi-hegységben és a Mecsekben található Dömör-kapu elnevezésének is.

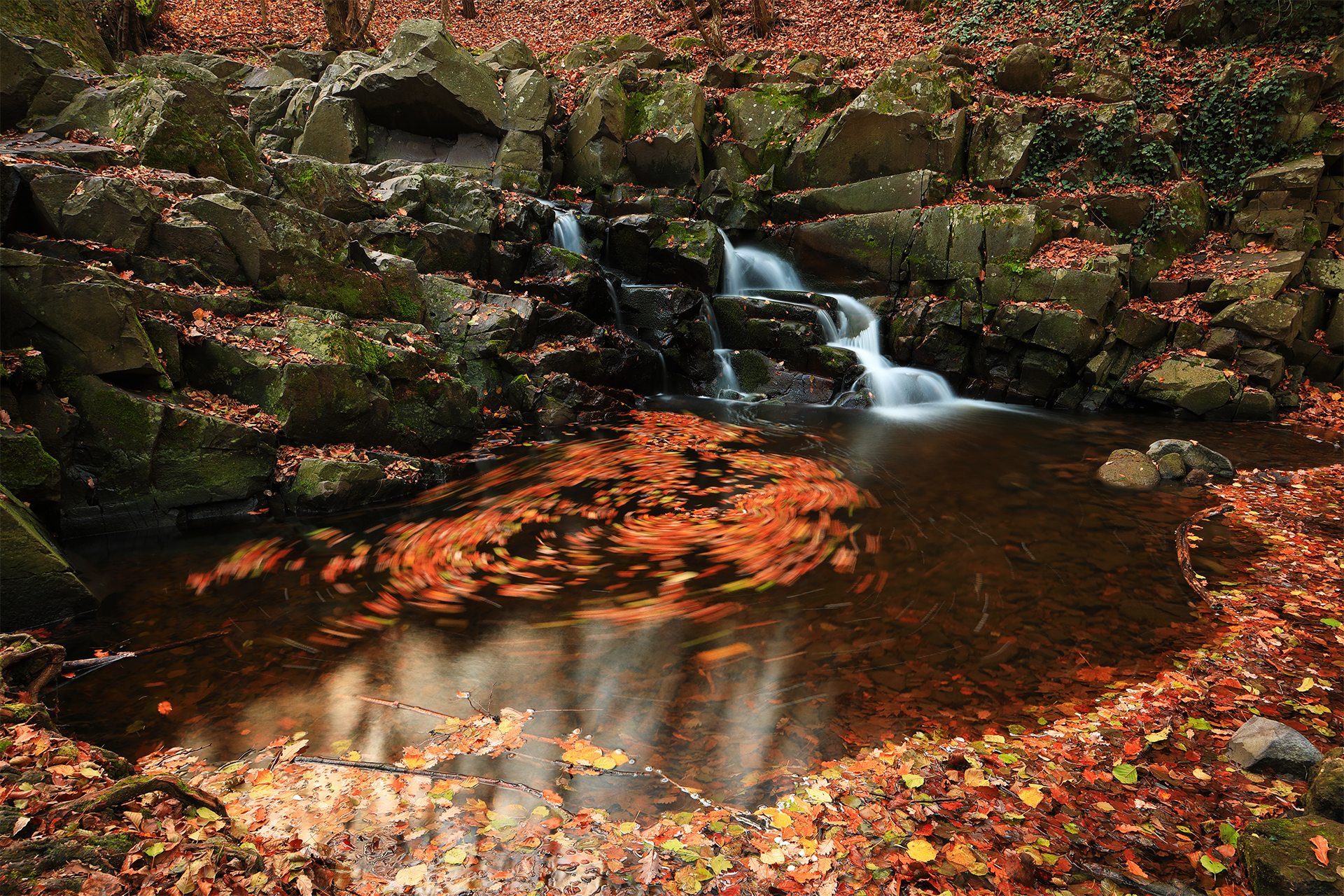
A Bükkös-patak dömörkapui vízesése ősszel

A Visegrádi-hegységben ez a főként kerékpárosok által kedvelt területen található kirándulóhely elsősorban a vízeséséről híres. A szoros Szentendre központjától északnyugati irányban található, a Kapitány-hegy és a Bölcső-hegy (Kolevka) között; a város felől Izbégen át az 1116-os úton, majd arról letérve a 11 113-as számú mellékúton érhető el. Vízesésénél 7 méteres magasságból bukik le a Bucsina-patak, valamint a Sikárosi-völgyben a Bükkös-patak alkot szép vízesést egy híd alatt.
Egykor Dömör-kapunál kőbánya is volt. Mivel a terepviszonyok miatt nehéz lett volna vasutat építeni, drótkötélpályán szállították a kitermelt követ a szentendrei HÉV-állomásig.
Itt található a Dömör-kapui-barlang.

## Külső hivatkozás
- Pécs weboldala[halott link] (Az etimológiára forrás.)